# Melochia serrata
Melochia serrata là một loài thực vật có hoa trong họ Cẩm quỳ. Loài này được (Vent.) Benth. mô tả khoa học đầu tiên năm 1844.